# Mnesarete hauxwelli
Mnesarete hauxwelli är en trollsländeart som först beskrevs av Selys 1869.  Mnesarete hauxwelli ingår i släktet Mnesarete och familjen jungfrusländor. Inga underarter finns listade i Catalogue of Life.